# Dikij Grebeň
Dikij Chrebet (rusky Дикий Хребет), nebo též Dikij Grebeň (Дикий Гребень) je komplex lávových dómů, nacházejících se ve středu vulkanotektonické deprese (kaldery) Paužetka v jižní části poloostrova Kamčatka.
Kaldera má rozměry 20× 25 km a vznikla koncem pleistocénu, asi před 250 000 lety. Dikij Grebeň, jakož i východněji položená kaldera Kurilské jezero jsou mladší, vulkanická činnost se začala přibližně před 7 600 lety. Hlavní fáze vulkanismu se odehrála před 1 600 lety, čehož pozůstatkem je skoro 10 km³ dacitových a 3 km³ andezitových láv a tefry datované do této doby.